# Mitrephanes
Mitrephanes – rodzaj ptaków z podrodziny wodopławików (Fluvicolinae) w rodzinie tyrankowatych (Tyrannidae).

## Zasięg występowania
Rodzaj obejmuje gatunki występujące w Meksyku, Ameryce Centralnej oraz północno-zachodniej i zachodniej części Ameryki Południowej.

## Morfologia
Długość ciała 12–13,5 cm; masa ciała 8,5 g.

## Systematyka

### Etymologia
Mitrephanes: gr. μιτρα mitra „czapka, nakrycie głowy”; -φανης -phanes „pokazywać”, od φαινω phainō „wystawiać”.

### Podział systematyczny
Do rodzaju należą następujące gatunki:
- Mitrephanes phaeocercus (P.L. Sclater, 1859) – czubogłowik ochrowy
- Mitrephanes olivaceus von Berlepsch & Stolzmann, 1894 – czubogłowik oliwkowy